# Туба Бюйюкюстюн
Хатідже Туба Бюйюкюстюн (тур. Tuba Büyüküstün; нар. 5 липня 1982, Стамбул, Туреччина) – турецька акторка та модель. Головні ролі в таких серіалах, як «У затінку лип» й «Асі», зробили її зіркою. Дуже популярна як у себе на батьківщині, так і в ближньому зарубіжжі і арабському світі.

## Біографія
Туба Бюйюкюстюн народилася 5 липня 1982 року в Стамбулі. Закінчила Вищу школу «Doğus», після якої отримала освіту в Університеті образотворчого мистецтва імені Мімара Синана (тур. Mimar Sinan Güzel Sanatlar Üniversitesi) за спеціальністю художниці по костюмах і декораціях.

## Кар'єра
Під час навчання в університеті Туба почала активно зніматися в рекламах. Вона рекламувала такі відомі бренди як Pantene, Maximum Cart, Kremini, Molped. Незабаром її помітила команда відомої режисерки Tomris Giritlioğlu. Її дебют відбувся в серіалі «Sutlan Makamı». Потім була роль в серіалі «Çemberimde Gül Oya», у фільмах «Gülizar», «Babam ve Oğlum». Зірковий час прийшов з виходом в 2005 році телесеріалу «У затінку лип», де вона виконала головну роль в парі з Бюлентом Іналом. Наступною роботою на телебаченні став серіал «Асі», що транслювався в 2007–2009 роках, а в Україні в 2014 на каналі 1+1. У серіалі вона знову зіграла головну роль, її партнером став відомий актор Мурат Їлдирим. Серіал «Асі» мав величезний успіх не лише в Туреччині, а й в інших країнах, закріпивши за акторкою зоряний статус. А в 2010 вона з'явилася в образі циганки Хасрет в телесеріалі «Gönülçelen». Ці серіали були показані в арабському світі, і Тубавідіграла істотну роль у розширенні турецьких серіалів за кордоном. Через високі рейтингів у 67 країнах «Асі» був номінований як найкраща мильна опера на 51-му Телевізійному фестивалі в Монте-Карло.
Нині є обличчям засобів по догляду за волоссям Pantene. З 21.05.2014 призначена ЮНІСЕФ Національною амбасадоркою доброї волі з прав дітей в усьому світі ЮНІСЕФ Туреччини.

## Особисте життя
У 2005 році почала роман з партнером по серіалу «У затінку лип» Бюлентом Іналом, проте в 2007 році пара розлучилася. Під час зйомок «Асі» познайомилася з оператором-постановником Самі Сайданом. З 2008 року пара почала зустрічатися, а в 2010 закінчила свої відносини. 
У липні 2011 року в Парижі одружилася з актором Онуром Сайлаком. Їхні стосунки почалися на знімальному майданчику серіалу «Gönülçelen». 19 січня 2012 Туба народила близнючок Майю і Топрак. Туба Бюйюкюстюн подала на розлучення в жовтні 2016 року.

## Фільмографія
- Sultan Makamı (2003) — Nesrin
- Çemberimde Gül Oya (2004) — Zarife
- Gülizar (2004) — Gülizar
- Мій батько і мій син (2005) — Aysun
- Aşk Yolu (2006) — Deniz
- Іспит (2006) — Zeynep Erez
- У затінку лип / Ihlamurlar Altında (2005) — Filiz Tekiner
- Асі / Asi (2007—2009) — Asiye Doğan
- Yüreğine Sor (2010) — Esma
- Gönülçelen (2010) — Hasret
- 20 dakika (2013) — Melek
- Спогади вітру (2014)
- Брудні гроші та кохання (2014) — Elif Denizer
- Червоний Стамбул (2017) — Neval
- Cesur ve Güzel (2016) — Sühan Korludağ
- Розквіт імперій: Османська держава (2020) — Мара Бранкович
- Menajerimi Ara (2020) — Kendisi
- Крила кохання (2021) — Маві
- Інша я (2022) — Ada

## Нагороди
| Рік  | Нагорода                                                   | Категорія                       | Серіал - Фільм     |
| ---- | ---------------------------------------------------------- | ------------------------------- | ------------------ |
| 2005 | Sırbistan Karadağ Cumhuriyeti Uluslararası TV Festival Bar | Найкраща акторка                | Gülizar            |
| 2007 | İstanbul Üniversitesi Bilişim Ödülleri                     | Найкраща акторка серіалу        | У затінку лип      |
| 2008 | İstanbul Üniversitesi Bilgisayar Kulübü Ödülleri           | Найкраща акторка серіалу        | Асі                |
| 2010 | Marmara Üniversitesi Matematik Kulübü Başarı Ödülleri      | Найуспішніша акторка серіалу    | Запитай своє серце |
| 2010 | Radyo Televizyon Gazetecileri Derneği Medya Oscarları      | Акторка року                    | Gönülçelen         |
| 2010 | Siyaset Dergisi Yılın En İyileri Ödülleri                  | Телевізійна акторка року        | Gönülçelen         |
| 2011 | Elle Style Awards Türkiye                                  | Найстильніша акторка Elle Style |                    |
| 2013 | KARVAK Yılın En İyileri Ödüller                            | Найкраща акторка серіалу        | 20 dakika          |
| 2013 | TelevizyonDizisi.com En İyiler Ödülleri                    | Найкраща акторка серіалу        | 20 dakika          |